# Radziejowice
Radziejowice ist ein Dorf sowie Sitz der Landgemeinde im Powiat Żyrardowski der Woiwodschaft Masowien, Polen.

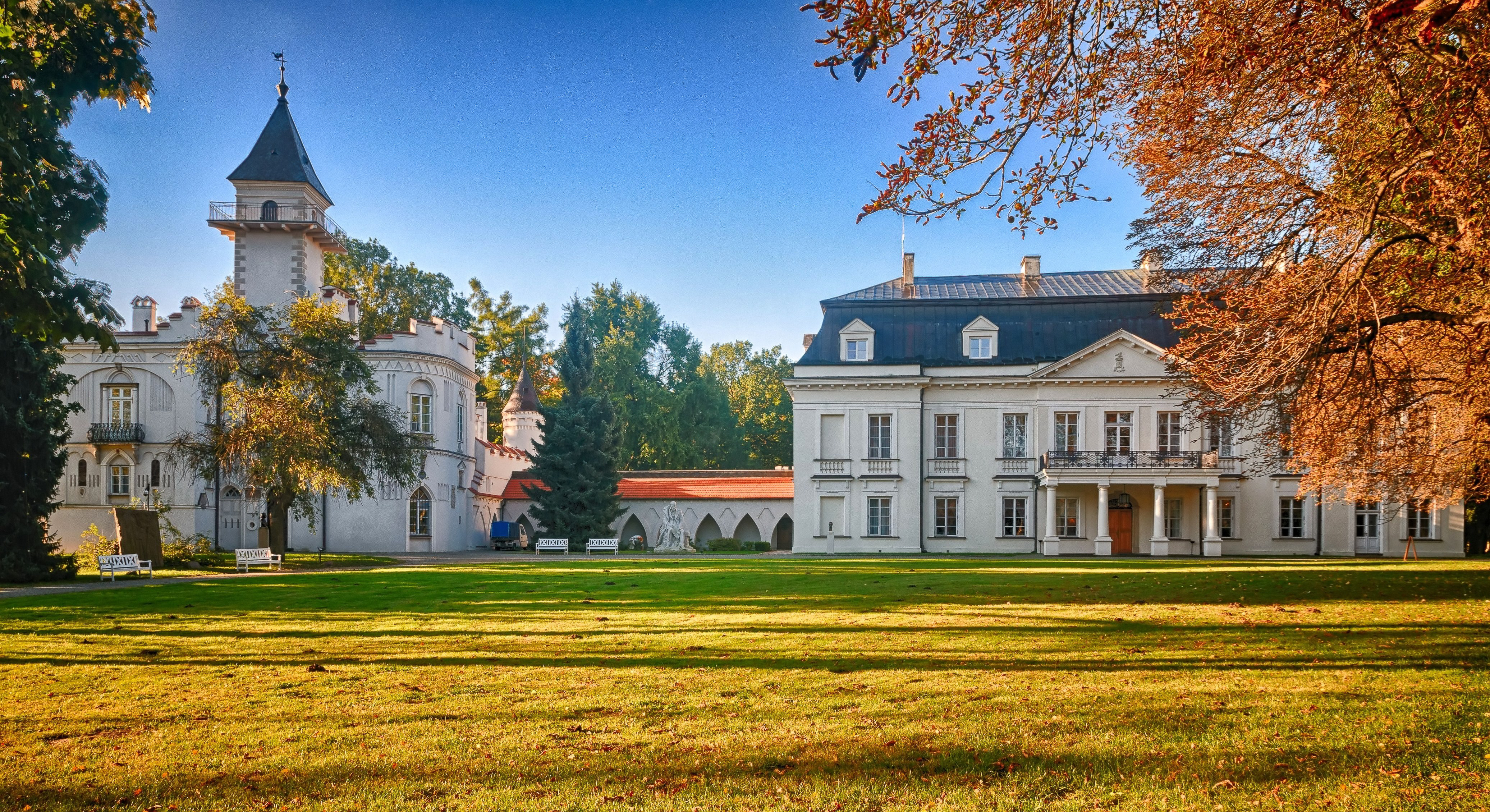
Schloss- und Parkanlage in Radziejowice

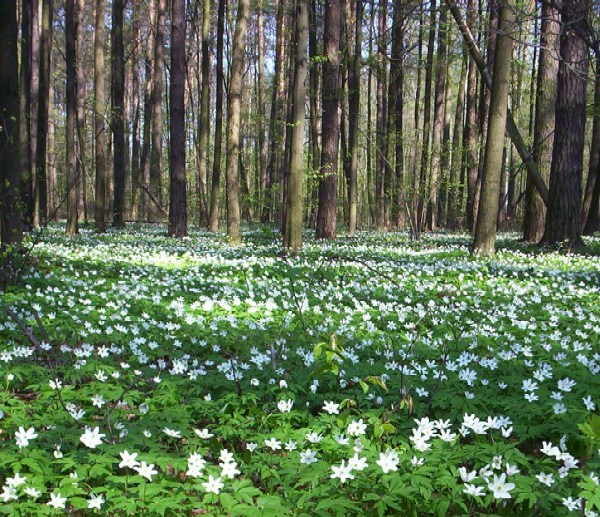
Buschwindröschen-Blühaspekt in einem Laubwald bei Radziejowice

## Gemeinde
Zur Landgemeinde Radziejowice gehören 24 Ortschaften mit einem Schulzenamt:
Adamów-Wieś
Adamów-Parcel
Benenard
Budy Józefowskie
Budy Mszczonowskie
Chroboty
Kamionka
Korytów
Korytów A
Kuklówka Radziejowicka
Kuklówka Zarzeczna
Kuranów
Krze Duże
Krzyżówka
Nowe Budy
Pieńki-Towarzystwo
Podlasie
Radziejowice
Radziejowice-Parcel
Słabomierz
Stare Budy Radziejowskie
Tartak Brzózki
Zazdrość
Zboiska

## Persönlichkeiten
- Michael Stephan Radziejowski (1645–1705), polnischer Geistlicher